# 韓宗愈
韓宗愈（？—17世紀），字斗望，揚州府寶應縣人，明朝、南明政治人物。

## 生平
韓宗愈是武舉人韓振愈的弟弟，自崇禎七年（1634年）選貢出身，獲授安化知縣，執法嚴明，號稱「鐵面青天」；苗族族人黃邦明作亂，他用計殲滅。之後改任吉安推官，但因道路受阻改為銅仁推官。隆武元年（1645年）苗族再次作亂，他擒拿首領吳文耀，赦免不誅殺，並命其遣散黨羽。李若星上疏推薦任職都水主事，惟未行改代理銅仁知府。
永曆元年（1647年）四月清朝軍隊攻到，韓宗愈打算死守，士民擁戴他迎接，不久王仰吾引導張先璧收復城池，他和前守衛朱啟元前往麻陽，遭知縣朱述丁抓獲，典史李春袒護二人；王仰吾與浙江人王之寶、四川人王之顧傳達張先璧意願，命他復任知府。鄭逢玄、張先璧、郭世奇審訊丟失城池罪行，先斬朱啟元及思州知府黃自新等十多人，到呼喚韓宗愈斬首時，百姓哭著祈求放過他，因此補任監紀推官。後來他曾任職監軍僉事、辰沅副使；張先璧敗亡後，他在永曆四年（1650年）移任貴州督糧參議，其時貴州男女二十餘萬在兵荒馬亂下只剩下數萬人，次年（1651年）請求罷官，以教書自給自足。永曆十二年（1658年）清兵再至攻到，他寫下絕命詞投水自殺，得李士英救活，南明滅亡後隱居直到去世。

## 引用
1. 1 2  錢海岳《南明史·卷六十三·列傳第三十九》：韓宗愈，字斗望，寶應人。選貢。授安化知縣，執法嚴明，有「鐵面青天」之號。黃邦明反，出奇計戮之。遷吉安推官，道阻改銅仁。隆武元年苗亂，執渠吳文耀，赦而不誅，遂諭散其遺黨。李若星疏薦都水主事，未行，權銅仁知府。
2. ↑  《重修寶應縣志·卷十八·篤行》：韓振愈，字二如，邑武舉也。……弟宗愈，字斗望……
3. ↑  《重修揚州府志·卷四十七·人物志二》：韓宗愈，字斗望，寶應人。崇禎七年拔貢，授湖南安化縣。妖民黃邦明叛，郡邑震恐，宗愈修戰守備，募死士，用間出奇計，卒擒戮之。遷銅仁府同知，會諸苗煽亂，獲其渠魁，釋而不殺，遣歸諭黨，眾苗患悉平。擢知府，尋罷久之，歸田里卒。
4. ↑  錢海岳《南明史·卷六十三·列傳第三十九》：永曆元年四月，清兵至，欲死守；士民擁之迎師。未幾，王仰吾導張先璧復城，宗愈與前守朱啟元走麻陽，為知縣朱述丁所摯。典史李春左右之。己仰吾與浙人王之寶、川人王之顧傳先璧意，命宗愈復任。鄭逢玄、先璧、郭世奇會鞠失城罪，先斬啟元及思州知府黃自新等十許人。及呼宗愈名，百姓號呼乞留，遂補監紀推官。歷監軍僉事、辰沅副使。先璧敗，四年移貴州督糧參議。貴州男女二十餘萬，轉死兵荒，存者止數萬人。五年乞罷，課徒自給。十二年，清兵再至，賦絕命詞投水，為李士英救免。國亡歸隱卒。